# Hathi
Hathi è uno dei personaggi principali de Il secondo libro della giungla di Rudyard Kipling. Hathi è un elefante indiano che funge da padrone della giungla del Seeonee, essendo un discendente di Tha, la divinità della creazione.
Il suo nome deriva da hāthī (हाथी), la parola hindi per "elefante", ed è visto da certi accademici de The Kipling Journal come un simbolo dell'intelletto e della saggezza, che è coerente con le tradizioni induiste, in cui il dio Ganesha rappresenta appunto queste due qualità.

## Storia
Hathi è il padrone della giungla del Seeonee, ed è uno dei suoi abitanti più vecchi, benché non lo sia quanto Kaa e il Cobra bianco. Come descritto ne L'invasione della giungla, l'elefante cadde in una trappola tempo fa presso Bhurtpore, subendo una lacerazione dalla caviglia fino alla spalla. Un gruppo di uomini cercarono di immobilizzarlo con le corde, ma Hathi li spezzò e fuggi, per poi radunare i suoi tre figli e vendicarsi distruggendo i raccolti e le case degli uomini, trucidando molti con le sue zanne. Dopo questo evento, vergognato d'aversi sporcato le zanne di sangue, giura di non uccidere mai più gli umani.

### Il libro della giungla
Ne La caccia di Kaa, viene menzionato come Mowgli abbia pregato a Hathi di rivelargli le Parole maestre. Quando Mowgli viene rapito dai Bandar-log, Baloo ricorda il detto di Hathi "A ciascuno la sua paura", che lo ispira a chiedere aiuto da Kaa.

### Il secondo libro della giungla
In Come nacque la paura, Hathi dichiara una Tregua dell'acqua presso il fiume Waingunga durante una terribile siccità. La tigre Shere Khan si presenta al fiume, vantandosi d'aver ucciso un uomo per divertimento, dato che ha il diritto di commettere quest'atto normalmente proibito una notte all'anno. Una volta saziato, viene scacciato da Hathi per aver contaminato l'acqua con sangue umano. Per spiegare a Mowgli la faccenda, Hathi racconta il mito cosmogonico della giungla, in cui il suo antenato, Tha, creò la giungla per poi dare alla Prima tigre l'incarico di giudice. Quest'ultimo fallisce nel suo dovere uccidendo per sbaglio un uomo, così dando mano libera alla morte di colpire la giungla precedentemente armoniosa. La tigre viene quindi condannata a non essere più consultata come giudice della giungla e ad essere per sempre cacciata dagli umani. Come compenso, Tha permette a tutte le tigri una notte all'anno per cui uccidere l'uomo.
Ne L'invasione della giungla, Mowgli chiede a Hathi e ai suoi figli di razziare gli orti del villaggio umano che lo scacciò, per punire gli abitanti per aver tentato di mettere al rogo Messua, la donna che lo accolse. Riconoscendo la minaccia alla giungla posta dai paesani, Hathi accetta l'incarico, ma rifiuta di uccidere nessuno. Con l'aiuto dei cinghiali, i cervi e altri animali erbivori, gli elefanti procedono a divorare tutti i raccolti del villaggio. Quando viene la stagione delle piogge, Hathi e i suoi figli concludono l'opera demolendo le capanne e scacciando i paesani rimasti. Sei mesi dopo, le rovine del villaggio vengono inghiottite dalla giungla.
In Cane rosso, viene raccontato come Hathi salvò Mowgli da una trappola per leopardi, rompendo le sbarre sopra di lui.

## Altri media

Hathi nella versione Disney

- Nel film Disney del 1967 Il libro della giungla, Hathi viene rappresentato come un veterano autoritario e amnesico della "brigata pachidermi del maragià", detentore della Victoria Cross, che spesso costringe il suo branco a compiere lunghe ed estenuanti marce per la giungla (al ritmo della canzone La marcia del Colonnello Hathi). Nell'abbozzo originale di Bill Peet, Hathi sarebbe stato un antagonista secondario che minacciò di uccidere Mowgli se rimanesse nella giungla.[4] Compare anche nel sequel del 2003 e sotto forma di cucciolo nella serie Cuccioli della giungla. Nel remake del 2016 diretto da Jon Favreau, gli Elefanti appaiono, ma sono muti, e sono visti come i protettori della giungla. Mowgli salva uno dei cuccioli in una scena del film
Certi accademici notano come la rappresentazione disneyana di Hathi sia in fondo una parodia dell'Impero britannico nei suoi anni di declino, citando le sue marce inutili con un reggimento di pachidermi decrepiti, i suoi discorsi pomposi ma nostalgici, e il suo accento aristocratico.[5] Altri vedono la severità e l'eccessiva enfasi sulla disciplina che lui impone su suo figlio come l'antitesi del liberalismo di Baloo.[6]
- Nel film Mowgli e il libro della giungla (The Jungle Book: Mowgli's Story) del 1998, Hathi è doppiato da Marty Ingels.
- Nella serie animata Il libro della giungla (Jungle Book Shōnen Mowgli) del 1989, Hathi è doppiato in Italia da Maurizio Trombini.

## Figura nello scautismo
Come tutti i personaggi principali del Libro della giungla, Hathi è usato come nome per i capi scout dei lupetti. Nelle principali associazioni attuali di lingua italiana, Hathi come consuetudine viene usato come nome per il capogruppo.
La sua parola maestra è:
(Parola maestra di Hathi)